# هوية دينية
الهوية الدينية هي نوع معين من أشكال الهوية. على وجه الخصوص، هو شعور عضوية المجموعة في الدين وأهمية عضوية هذه المجموعة لأنها تتعلق بمفهوم الفرد. الهوية الدينية ليست بالضرورة نفس التدين. على الرغم من أن هذه المصطلحات الثلاثة تشترك في القواسم المشتركة، إلا أن التدين والتدين يشيران إلى قيمة عضوية المجموعة الدينية وكذلك المشاركة في المناسبات الدينية (مثل الذهاب إلى الكنيسة).  الهوية الدينية، من ناحية أخرى، تشير بالتحديد إلى عضوية المجموعة الدينية بغض النظر عن النشاط الديني أو المشاركة.
على غرار الأشكال الأخرى لتشكيل الهوية، مثل الهوية العرقية والثقافية، يمكن للسياق الديني عمومًا أن يوفر منظوراً يمكن من خلاله رؤية العالم، وفرص التواصل الاجتماعي مع مجموعة من الأفراد من مختلف الأجيال، ومجموعة من المبادئ الأساسية للعيش. هذه الأسس يمكن أن تأتي لتشكيل هوية الفرد.
على الرغم من الآثار المترتبة على الدين على تطوير الهوية، ركزت أدبيات تكوين الهوية بشكل أساسي على العرق والجنس وقلصت إلى حد كبير دور الدين. ومع ذلك، بدأ عدد متزايد من الدراسات في إدراج الدين كعامل اهتمام.    ومع ذلك، فإن العديد من هذه الدراسات تستخدم الهوية الدينية والتدين بالتركيز فقط على الهوية الدينية والمشاركة الدينية فقط باعتبارها بنيات منفصلة.
من بين هذه الأنواع من الدراسات البحثية، درس الباحثون العوامل المختلفة التي تؤثر على قوة الهوية الدينية للشخص مع مرور الوقت.   العوامل التي تم العثور عليها تؤثر على مستويات الهوية الدينية تشمل الجنس، والعرق، ووضع الأجيال.     
تعد «الهوية» واحدة من أكثر المصطلحات المستخدمة في العلوم الاجتماعية ولديها حواس مختلفة في نماذج بحثية مختلفة. بالإضافة إلى الدراسات النفسية، يطبق علماء الاجتماع وعلماء الإنسان مصطلح «الهوية الدينية» ويفحصون عملياته ذات الصلة في سياقات اجتماعية معينة. على سبيل المثال، بحثت إحدى الدراسات المهمة التي أجريت في الولايات المتحدة بعد أحداث 11 سبتمبر 2001، المعنى بين المسلمين الأمريكيين  وكيف أثرت التغييرات في وصف الهوية (ما يفكر به الناس حول مجموعة أخرى من الناس) على كيفية تأثير المسلمين سعى لتمثيل أنفسهم. طبقت دراسات أخرى مفاهيم مستمدة من نظرية الهوية الجنسية والجنس مثل التعرية  التي تقوض الروايات الأساسية للهوية الدينية - أن الفرد لديه هوية دينية «ثابتة»، مستقلة عن أنظمة التمثيل الموجودة سابقًا وموقع الأفراد داخل معهم.

## التاريخ
خلال أوائل القرن التاسع عشر في مجال علم النفس، كان البحث في موضوع الدين مهمًا وشائعًا. على سبيل المثال، أجرى باحثون مثل ج. ستانلي هول وويليام جيمس دراسات حول مواضيع مثل التحول الديني.  في المقابل، بدأ المنظور العام للدين في التحول بعد عقدين من الزمن.  بدلاً من النظر إلى الدين باعتباره جزءًا لا يتجزأ من حياة الفرد وتطوره وبالتالي موضوعًا ضروريًا للبحث، نظر العلماء على حد سواء إلى الدين باعتباره عقبة أمام تقدم العلم وكموضوع لم يعد قابلاً للتطبيق في العصر الحالي.   
على عكس تنبؤات علماء الاجتماع بالتدهور العام للدين مع مرور الوقت وزيادة العلمنة المؤدية إلى التخلي التام عن الدراسات الدينية، لم يتناقص الدين واعترف الباحثون بدلاً من ذلك بأنه موضوع يستحق البحث. أدرك العلماء، مثل عالم الاجتماع البريطاني جون طومسون، أنه على الرغم من إهمال الدين في الدراسات، فإن وجود الدين وتأثيره على حياة الأفراد لا يمكن إنكارهما ولم يختفيا مع مرور الوقت. وبالتالي، بدأت مجموعة من البحوث حول الدين تتجذر. على وجه الخصوص، كان حفنة من الباحثين مهتمين بفحص الهوية الدينية خلال فترة المراهقة.

## العوامل التي تؤثر على الهوية الدينية
بالنظر إلى أن التقاليد الدينية يمكن أن تكون متداخلة بشكل معقد مع جوانب مختلفة من الثقافة، فقد أسفرت أدبيات الهوية الدينية باستمرار عن اختلافات عرقية ونوع الجنس والأجيال.   

### الاختلافات العرقية
وفقًا لنظرية الهوية الاجتماعية، عندما يشعر الأفراد من خلفيات الأقليات العرقية وكأنهم مهددين، فقد يؤكدون على هوياتهم الاجتماعية الأخرى كوسيلة للحفاظ على مفهوم الذات الإيجابي. هذه الفكرة تدعمها مختلف الدراسات التي أظهرت مستويات أعلى من الهوية الدينية بين الأقليات العرقية، وخاصة تلك التي تنتمي إلى خلفيات لاتينية وأمريكية من أصول إفريقية، مقارنة بالأميركيين الأوروبيين.  

### الفروق بين الجنسين
قد يؤثر الجنس أيضًا على الهوية الدينية للشخص. عمومًا، تكون الإناث أكثر من الذكور في حضور الشعائر الدينية والتعبير عن الدين باعتباره جانبًا مهمًا في حياتهم.  لقد اكتشفت الدراسات هذا الفارق بين الجنسين من خلال ملاحظات للإناث اللواتي يبلغن عن مواقف دينية أكبر.   وقد ظهر ذلك أيضًا في دراسة طولية استمرت أربع سنوات حول المشاركة الدينية للمراهقين الذين يعيشون في المناطق الريفية. تميل النساء إلى الانخراط في الأنشطة المتعلقة بالكنيسة أكثر من الذكور وكانوا أكثر عرضة لأن ينظروا إلى أنفسهم كأفراد متدينين.

### الاختلافات بين الأجيال المهاجرة
هناك ثلاث فئات للحالة الأجيال: الأولى والثانية والثالثة. الفرد الذي يُعتبر الجيل الأول هو الشخص المولود خارج الولايات المتحدة والمهاجر. يشير الجيل الثاني إلى الفرد الذي ولد في الولايات المتحدة ولكن كان والده (أبوه) مولودًا في الخارج وهاجر. أخيرًا، يشير الجيل الثالث إلى فرد ولد والدا الفرد في الولايات المتحدة.
قد يميل أفراد الجيل الأول والثاني إلى الحصول على مستويات أعلى من الهوية الدينية مقارنةً بمهاجرين الجيل الثالث.   في الجهود المبذولة للتكيف مع التغييرات المجهدة المرتبطة بعملية الهجرة، وإيجاد مجتمع من الدعم العاطفي والاجتماعي والمالي، قد يسعى المهاجرون إلى الحصول على بيئة توفرها عادة أماكن العبادة.  كشفت الدراسات بالفعل أن المراهقين من أسر المهاجرين (مهاجري الجيل الأول والثاني على حد سواء) أبلغوا عن مستويات أعلى من الهوية الدينية مقارنة بالمراهقين الذين ليس آباؤهم مهاجرين (الجيل الثالث).  
العوامل المؤسسية
تشير الدراسات إلى أن العوامل المؤسسية تؤثر على الهوية الدينية. على سبيل المثال، في دراسة للمسيحيين واليهود والمسلمين في المدارس الثانوية الإنجليزية  أبلغ المراهقون عن تمثيلات سلبية لتقاليدهم الدينية في المناهج والقوالب النمطية الشائعة التي يحتفظ بها أقرانهم. كان ينظر إلى هذه التوصيفات السلبية من قبل المشاركين للتأثير على استراتيجياتهم لتمثيل أنفسهم، بما في ذلك إخفاء انتماءاتهم الدينية أو محاولة استباق النقد أو البلطجة من خلال تمثيل التقاليد التي حددوها بطريقة توفيقية.

## مسارات الهوية الدينية
على العموم، لاحظت العديد من الدراسات الاختلافات العرقية والجنسية والأجيال في الهوية الدينية. ومع ذلك، لم تكن هناك العديد من الدراسات الطولية حول تأثير العرق والجنس والأجيال على تطور الأفراد للهوية الدينية مع مرور الوقت. ومع ذلك، من بين حفنة من هذه الدراسات، ركز الباحثون بشكل أساسي على المراهقة     وبدأوا في الانقسام إلى مرحلة البلوغ الناشئة.    

### مرحلة المراهقة
كان الباحثون مهتمين بشكل خاص بدراسة الهوية أثناء فترة المراهقة لأنها فترة تطورية مهمة لتطوير الهوية. خلال هذه الفترة، يتمتع المراهقون بفرص لاستكشاف تقاليدهم العرقية والثقافية والدينية.  ومع ذلك، فإن حرية ومرونة استكشافهم عادة ما تكون ضمن قيود والديهم أو مقدمي الرعاية.
كان يعتقد أن الهوية الدينية والمشاركة سيتبعان نفس المسار ويتناقصان بمرور الوقت؛ وبالتالي، فإن الدراسات التي درست التدين، والذي يجمع بين بنيتين.   على الرغم من أن الانتماء الديني والهوية والمشاركة مرتبطان ارتباطًا وثيقًا، إلا أن الأبحاث الطولية على المراهقين تشير إلى أن هذه البنى لها مسارات مختلفة عن بعضها البعض. على سبيل المثال، وجد الباحثون أن الانتماء الديني وهوية المراهقين ظلت مستقرة إلى حد ما خلال سنوات الدراسة الثانوية، وهو ما يتناقض مع التغيير المتوقع في الانتماء الديني من الانتماء إلى غير المنتسبين وانخفاض الهوية الدينية. 
ومع ذلك، فإن استقرار الهوية الدينية للمراهقين يماثل استقرار الهويات الاجتماعية الأخرى مثل الهوية العرقية. لقد استنتج الباحثون أنه بسبب البيئة الاجتماعية المستقرة نسبيا للمراهقين، ليست هناك حاجة قوية لاستكشاف هويتهم الدينية وإعادة التفاوض بشأنها.  علاوة على ذلك، فإن الهوية الدينية مدفوعة أساسًا من قبل الآباء أثناء فترة المراهقة. بالنظر إلى أن المراهقين يميلون إلى العيش مع آبائهم أثناء المدرسة الثانوية، فقد لا تكون هناك حاجة للانخراط في استكشاف أعمق لدينهم، مما قد يساعد في تفسير الهوية الدينية المستقرة .
في حين أن الانتماء الديني والهوية الدينية لا تزال مستقرة، تميل المشاركة الدينية إلى الانخفاض.  قد يمارس المراهقون استقلالهم المتزايد ويختارون عدم حضور المناسبات الدينية. على وجه الخصوص، قد يجد المراهقون أنشطة أخرى (مثل الدراسة والأندية والرياضة) يتنافسون على وقتهم ومواردهم ويختارون إعطاء الأولوية لتلك الأنشطة على الأحداث الدينية. قد يكون الانخفاض الكبير في المشاركة الدينية في نهاية المدرسة الثانوية بمثابة مقدمة لمزيد من الانخفاض خلال مرحلة البلوغ الناشئة.

### مرحلة البلوغ الأولية
ارتبطت المراهقة تقليديا بوقت استكشاف الهوية. ومع ذلك، فإن عملية الاستكشاف هذه ليست مكتملة بحلول نهاية فترة المراهقة. بدلاً من ذلك، يمتد سن البلوغ الأولي، بين السنوات المتأخرة من المراهقين وأواخر العشرينات، إلى عملية تشكيل الهوية من مرحلة المراهقة.   
تتميز هذه الفترة الانتقالية بالتغييرات المستمرة في الحب الرومانسي والعمل والنظرة العالمية  ، وهي عمومًا فترة «شبه علم النفس».  مع هذا الإحساس المتزايد بالاستقلالية، قد يختار الكبار الناشئون ممارسة مزيد من الاستقلال عن طريق الابتعاد عن المنزل أو عن طريق الالتحاق بالجامعة. من خلال أي طرق يختارها الكبار الناشئون لممارسة استقلاليتهم، من المرجح أن يجدوا أنفسهم في بيئات جديدة متنوعة تنعش في طيف من وجهات النظر العالمية الواسعة.
على الرغم من ضرورة إجراء دراسات حول الهوية الدينية، كان هناك عمل محدود حول دور الدين في تكوين الهوية لدى البالغين الناشئة. مقارنةً بالبحث في فترة المراهقة، لا يوجد الكثير من العمل في تطوير الهوية الدينية والمشاركة الدينية عبر سنوات البلوغ الناشئة. إن الجمع بين التغييرات الهائلة والمتكررة، والاستقلالية المتزايدة، والبيئات المتنوعة خلال هذه الفترة له تداعيات كبيرة على تطور الانتماء الديني للبالغين الناشئين وهويتهم الدينية ومشاركتهم الدينية.
كان يعتقد أن الدين ليس له تأثير يذكر على هوية البالغين الناشئة، وخاصة بالنسبة لأولئك الذين يدرسون في الكلية     ومع ذلك، تشير الأبحاث الحديثة إلى عكس ذلك.     وفقا لدراسة، في حين أفاد 14 في المئة من طلاب الجامعات انخفاض في المعتقدات الدينية في جميع أنحاء الكلية، 48 في المئة عن المعتقدات الدينية مستقرة، و 38 في المئة عن زيادة. 
علاوة على ذلك، وجدت دراسة أخرى أنه على عكس توقعات انخفاض الهوية الدينية والمشاركة الدينية خلال مرحلة البلوغ الناشئة، لم تنخفض الهوية الدينية، ولكن المشاركة الدينية انخفضت كما كان متوقعًا.  أوضح الباحثون أن البالغين الناشئين من المرجح أن يقللوا من مشاركتهم في الأنشطة الدينية أكثر من أن يكونوا مستاءين تمامًا من دينهم أو التعبير عن أقل أهمية للدين في حياتهم.
بالإضافة إلى ذلك، في دراسة درست الطرق التي أثر فيها الدين على البالغين الناشئين، وجد الباحثون أن معايير سن البلوغ الأولية كانت تعتمد على الانتماء الديني للمؤسسة التي حضروها.  على سبيل المثال، مقارنة بالبالغين الصغار الذين التحقوا بالجامعات الكاثوليكية أو العامة، صنف البالغين الصفار الذين التحقوا بجامعات المورمون الترابط والامتثال للقواعد والانتقالات البيولوجية والقدرات الأسرية باعتبارها معايير مهمة للغاية لمرحلة البلوغ.
باختصار، على الرغم من عدم توافق جميع الدراسات حول هذا الموضوع، إلا أن الهوية الدينية تميل عمومًا إلى الاستقرار خلال فترة البلوغ الناشئة بينما تقل المشاركة الدينية بمرور الوقت.  